# Northeast Division
La Northeast Division della National Hockey League fu fondata nel 1993 come parte della Eastern Conference in una riorganizzazione della lega. La divisione precedente era la Adams Division. Dopo la riforma del 2013 la Division fu eliminata e le squadre si trasferirono in altri raggruppamenti.

## Campioni di Division
- 1993-94 -  Pittsburgh Penguins (44-27-13, 101 pt.)
- 1994-95 -  Quebec Nordiques (30-13-5, 65 pt.)
- 1995-96 -  Pittsburgh Penguins (49-29-4, 102 pt.)
- 1996-97 -  Buffalo Sabres (40-30-12, 92 pt.)
- 1997-98 -  Pittsburgh Penguins (40-24-18, 98 pt.)
- 1998-99 -  Ottawa Senators (44-23-15, 103 pt.)
- 1999-00 -  Toronto Maple Leafs (45-27-7-3, 100 pt.)
- 2000-01 -  Ottawa Senators (48-21-9-4, 109 pt.)
- 2001-02 -  Boston Bruins (43-24-6-9, 101 pt.)
- 2002-03 -  Ottawa Senators (52-21-8-1, 113 pt.)

- 2003-04 -  Boston Bruins (41-19-15-7, 104 pt.)
- 2004-05 - non disputato a causa del lockout
- 2005-06 -  Ottawa Senators (52-21-9, 113 pt.)
- 2006-07 -  Buffalo Sabres (53-22-7, 113 pt.)
- 2007-08 -  Montreal Canadiens (47-25-10, 104 pt.)
- 2008-09 -  Boston Bruins (53-19-10, 116 pt.)
- 2009-10 -  Buffalo Sabres (45-27-10, 100 pt.)
- 2010-11 -  Boston Bruins (46-25-11, 103 pt.)
- 2011-12 -  Boston Bruins (49-29-4, 102 pt.)
- 2012-13 -  Montreal Canadiens (29-14-5, 63 pt.)

## Vincitori della Stanley Cup prodotti
- 2010-11 -  Boston Bruins

## Vincitori della Presidents' Cup prodotti
- 2002-03 -  Ottawa Senators
- 2006-07 -  Buffalo Sabres

## Vittorie della Division per squadra
| Squadra             | Titoli vinti | Ultima vittoria |
| ------------------- | ------------ | --------------- |
| Boston Bruins       | 5            | 2012            |
| Ottawa Senators     | 4            | 2006            |
| Pittsburgh Penguins | 3            | 1998            |
| Buffalo Sabres      | 3            | 2010            |
| Montreal Canadiens  | 2            | 2013            |
| Toronto Maple Leafs | 1            | 2000            |
| Quebec Nordiques    | 1            | 1995            |